# Emilio Polli

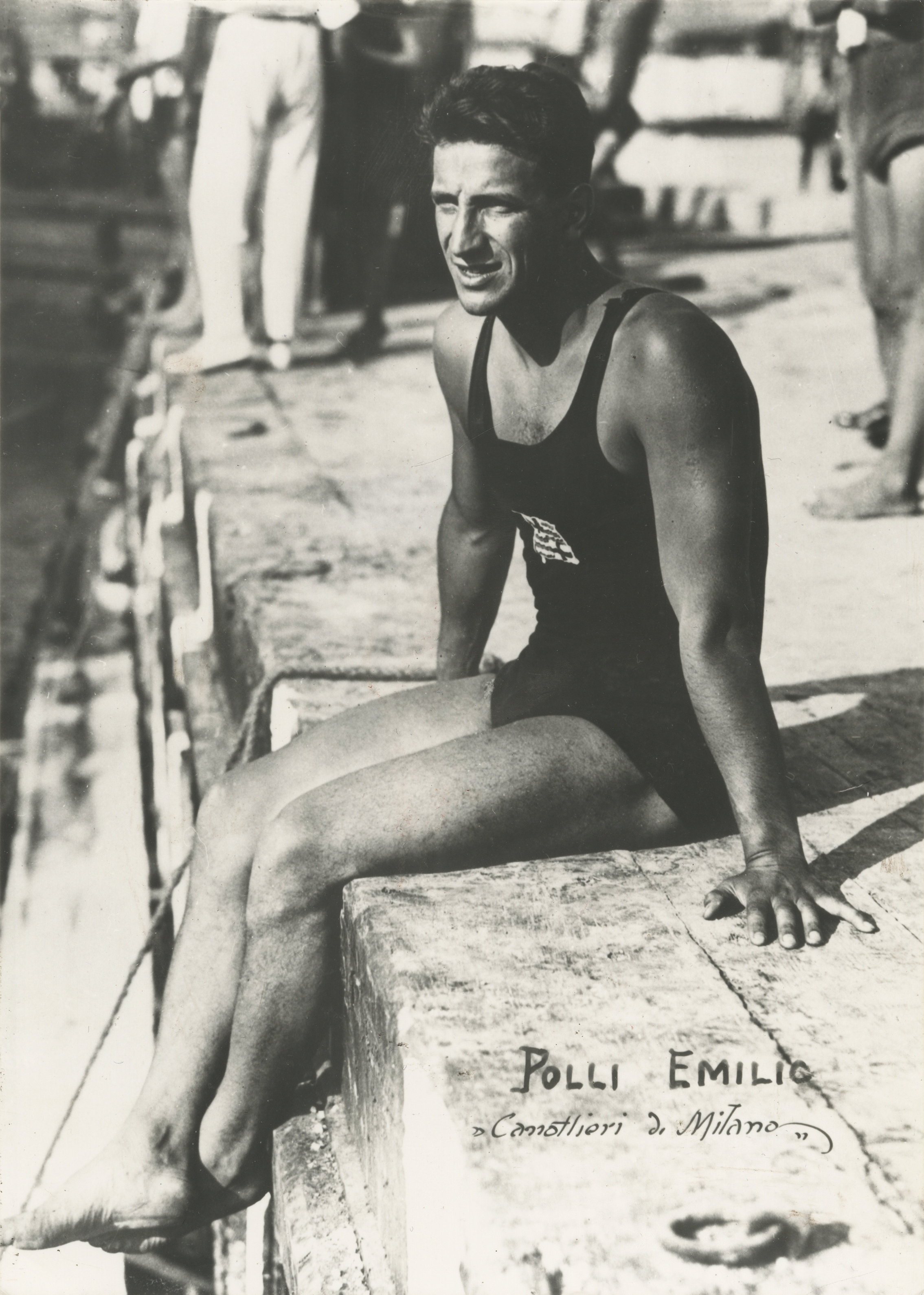
Emilio Polli en 1919.

Emilio Polli (1901-1983) est un nageur italien spécialiste de la nage libre, ayant participé aux Jeux olympiques d'été de 1924 et aux Jeux olympiques d'été de 1928, entre 1924 et 1938, il fut 25 fois champion d'Italie et 74 fois médaillé lors d'importants événements internationaux, participant aux premiers véritables championnats d'Europe de natation de l'histoire à Budapest en 1926 et à Bologne en 1927.